# La Guajira-sivatag
A La Guajira-sivatag (spanyolul: Desierto de La Guajira) Dél-Amerika északi részének egyik tájegysége. Nagyobb része Kolumbiához, kisebb része Venezuelához tartozik.

## Leírás
A sivatag Dél-Amerika legészakibb részén, a La Guajira-félszigeten található, amely egy keskeny délkeleti parti sáv kivételével Kolumbia La Guajira megyéjének részét képezi. Területét szinte minden oldalról a Karib-tenger öleli körbe, csak délnyugati részén függ össze a szárazfölddel. A területen keleti irányú, száraz passzátszelek fújnak (átlagosan 20 km/h sebességgel), évente mindössze néhány csapadékos nap van. A félszigeten mintegy oázisként emelkedik ki a sivatagból a 864 méter magas Macuira-hegység, ahol a szelekkel érkező levegő nedvességtartalma részben kicsapódik, így itt jóval több eső hull, mint az alacsony fekvésű sivatagban, amely fölött egyszerűen keresztülfújnak a szelek.
A területen számos kiszáradt folyómeder emlékeztet arra, hogy régebben az éghajlat jóval nedvesebb volt, a mai sivatag helyén pedig dúslombú erdők, vízfolyások és tavak helyezkedtek el. A keleti részen található Punta Espada és a Macuira-hegység között érdekes barlangok találhatók, a terület két leghíresebb, piramisszerű csúcsa pedig a La Teta (nevének jelentése: „(női) mell”) és a tengerparti Pilón de Azúcar.
Bár érdekes és szép helyszínek is találhatók a sivatagban, a turisták közül kevesen látogatják. Nagy része nehezen közelíthető meg: csak hajóval vagy négykerékmeghajtású terepjárókkal, de még ezek is elakadhatnak a rossz utakon. Az egyetlen igazán látogatott helyszín a sárkányszörf „mekkája”, a nyugati parton fekvő Cabo de la Vela. A sivatag őslakói a vajú indiánok, akik főként állattartással és textilkészítéssel foglalkoznak, de vannak, akik az erre tévedő turisták számára kifeszített kötelek segítségével útakadályokat létesítenek, és (illegális módon) „megvámolják” az arra járókat: a felnőttek néhány ezer pesót, a gyerekek édességet követelnek.

## Élővilág
A sivatag egy részét egyáltalán nem fedi növénytakaró, másutt keménylevelű (szklerofil) tüskés növények társulásai fordulnak elő. A gerinces állatok közül a madarak vannak jelen a legnagyobb változatossággal: összesen 532 fajt figyeltek meg eddig, míg kétéltűből 64-et, szárazföldi emlősből 38-at, denevérből pedig 26-ot.

## Képek

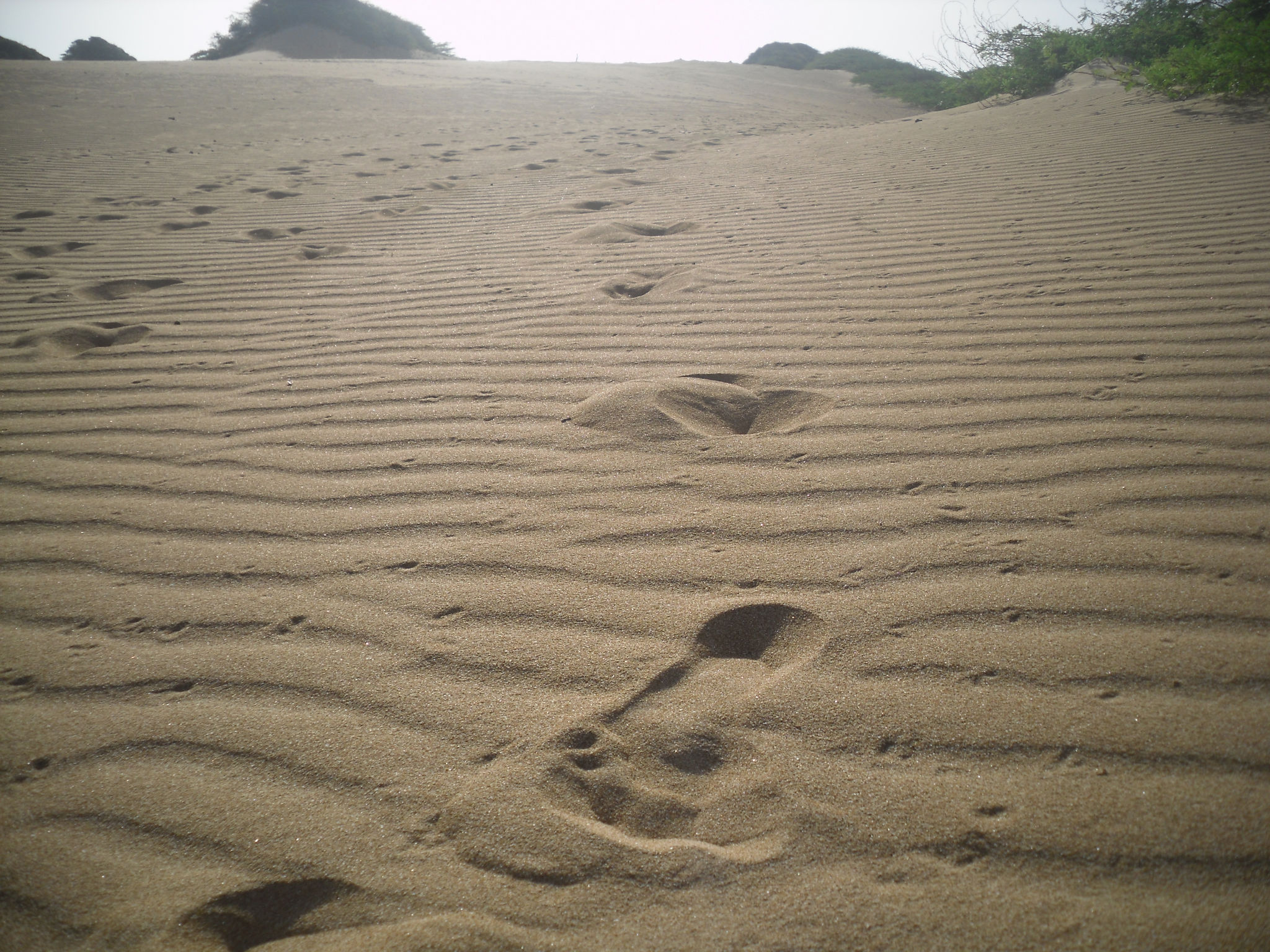
Homokos táj
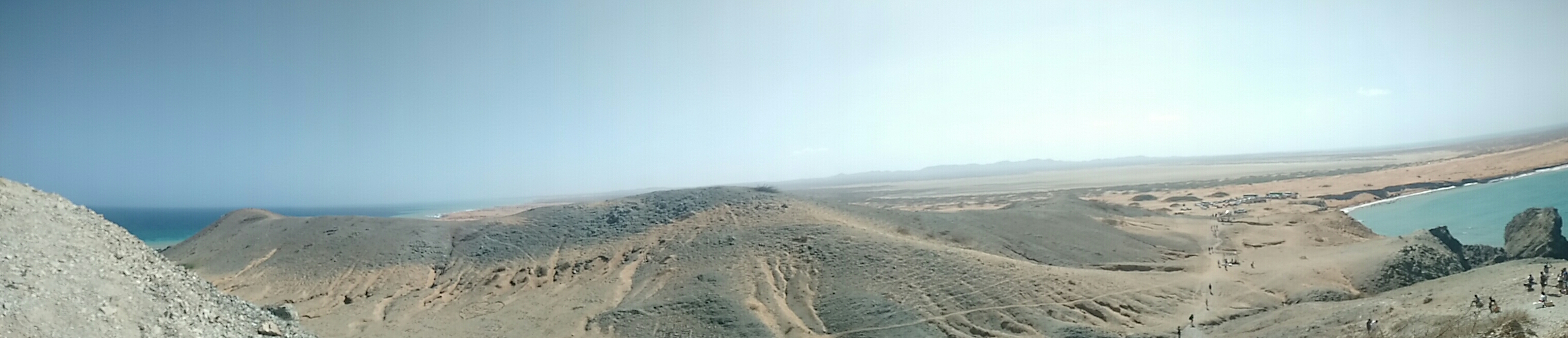
Panorámakép
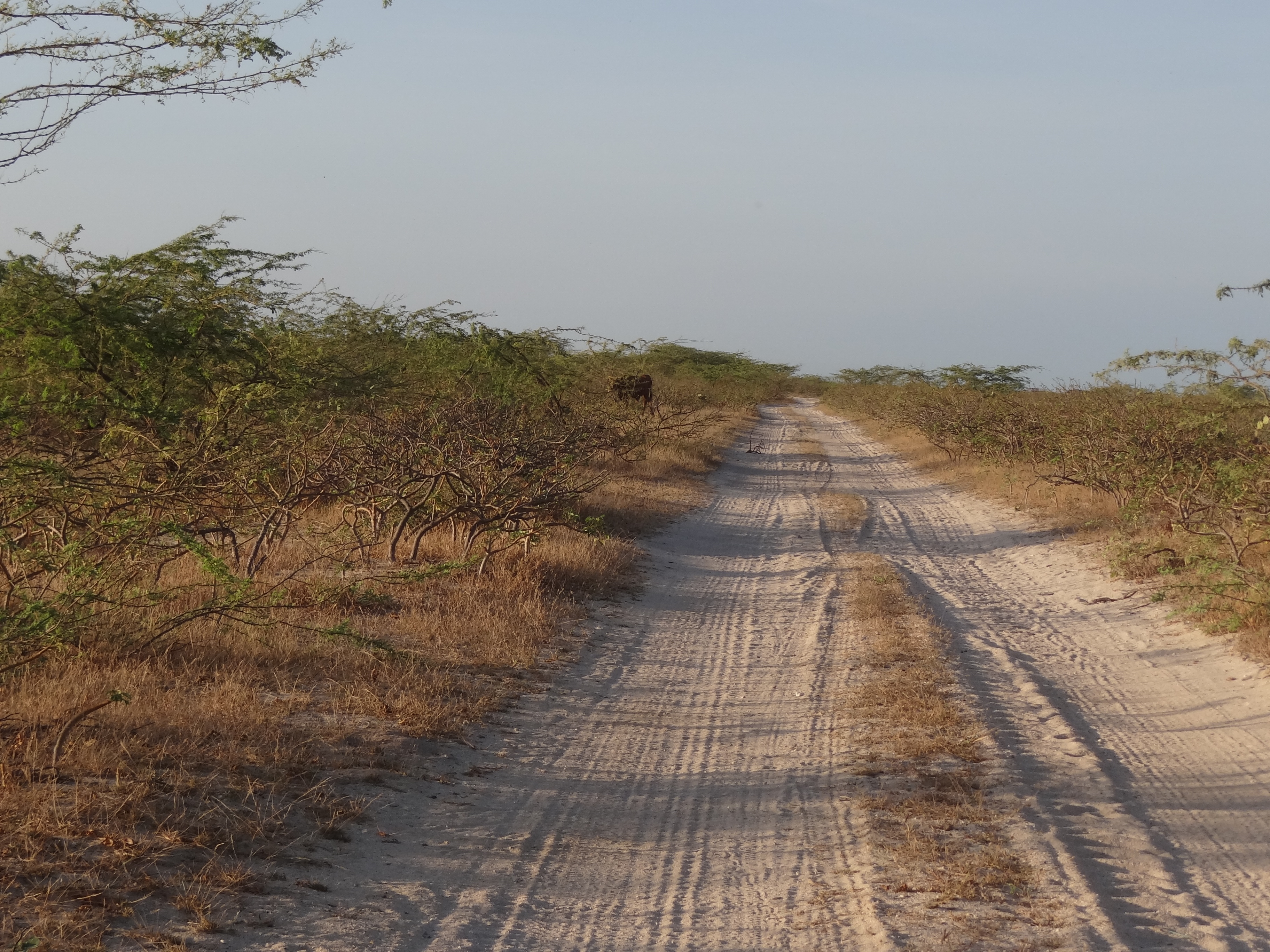
Út a sivatagban
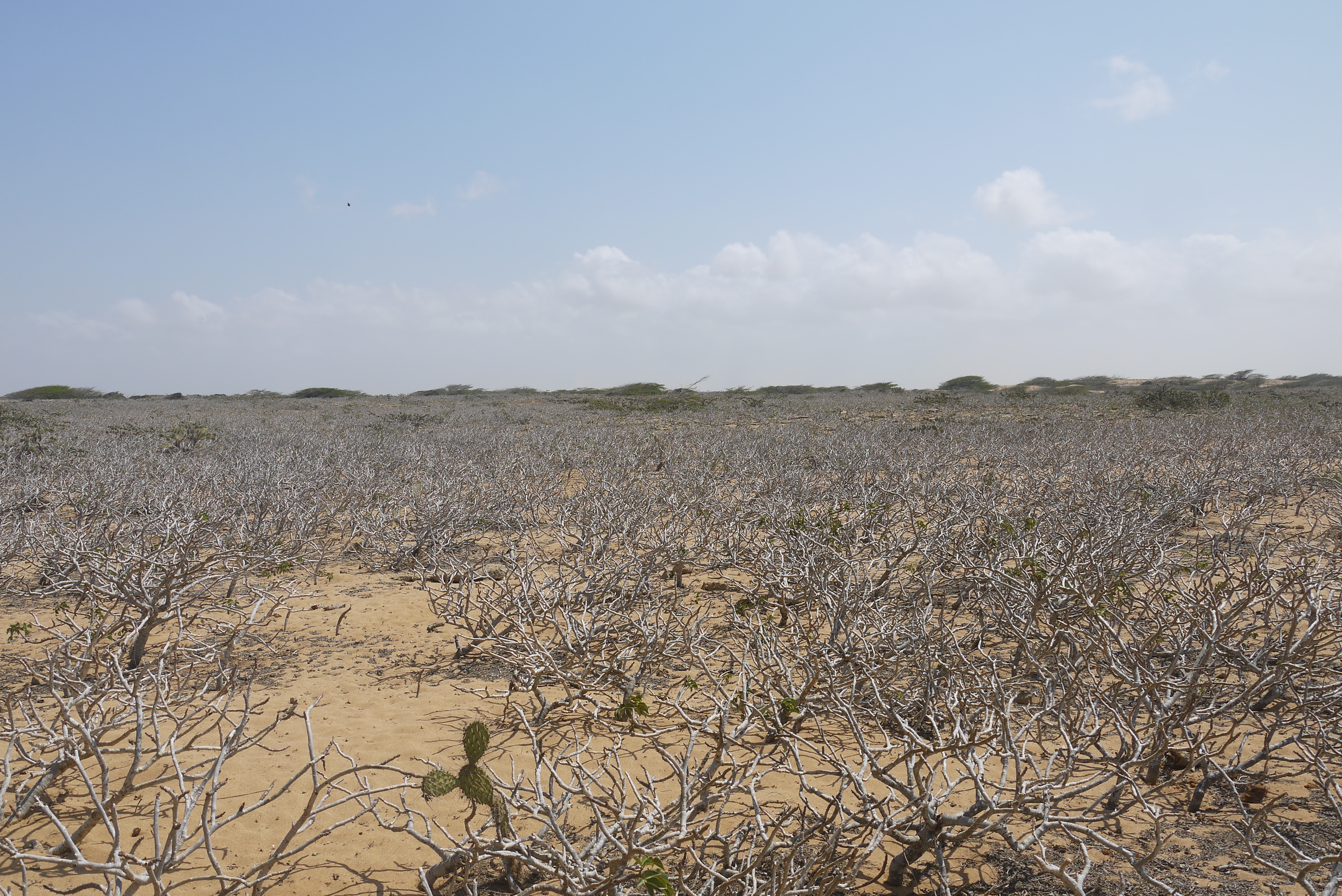
Táj a Gallinas-fok közelében
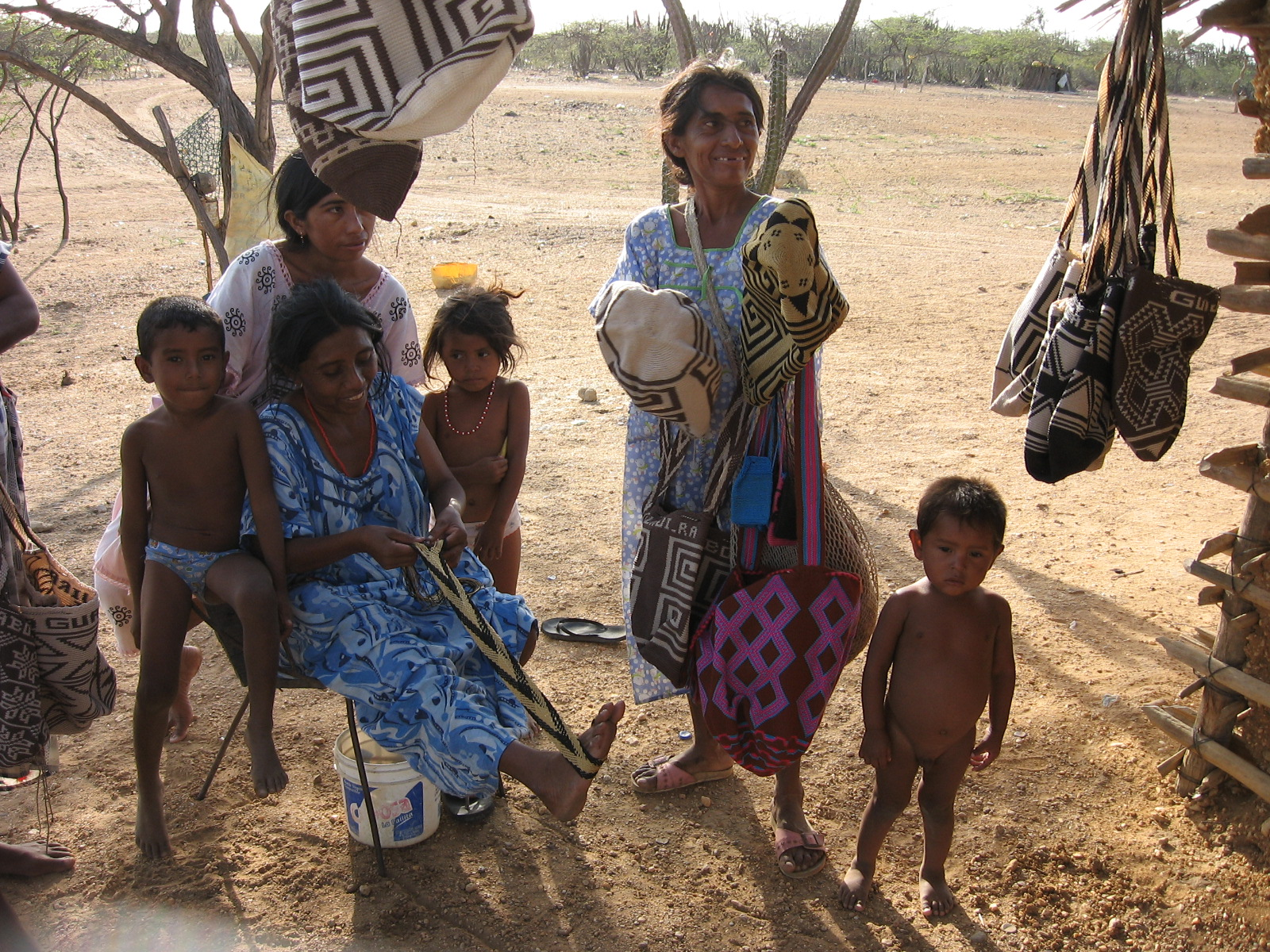
Vajú indián őslakók